# Болазек
Болазек (фр. Bolazec) је насељено место у Француској у региону Бретања, у департману Финистер.
По подацима из 2011. године у општини је живело 190 становника, а густина насељености је износила 10,88 становника/km².

## Демографија
| 1962. | 1968. | 1975. | 1982. | 1990. | 2011. |
| ----- | ----- | ----- | ----- | ----- | ----- |
| 544   | 479   | 394   | 297   | 243   | 190   |